# Лук сердцевиднотычинковый
Лук сердцевиднотычинковый (лат. Allium cardiostemon) — многолетнее травянистое растение, вид рода Лук (Allium) семейства Луковые (Alliaceae).

## Распространение и экология
В природе ареал вида охватывает южные районы Закавказье, Иран, северные районы Ирака и восточные районы Турции.
Произрастает на сухих склонах.

## Ботаническое описание
Луковица яйцевидная, диаметром 0,5—2 см; оболочки черноватые, бумагообразные. Стебель высотой 20—60 см, гладкий, при основании одетый влагалищами листьев.
Листья в числе двух—трёх, шириной 2—8 см, линейно-ланцетные или линейные, по краю шероховатые, короче стебля.
Чехол немного или в полтора раза короче зонтика, коротко заострённый. Зонтик пучковато-полушаровидный, или почти шаровидный, многоцветковый, густой. Цветоножки в три—четыре раза длиннее околоцветника, равные, без прицветников. Листочки звёздчатого околоцветника тёмно-винно-красные, линейные, тупые, позднее вниз отогнутые, скрученные, длиной около 3 мм. Нити тычинок едва короче листочков околоцветника, при самом основании между собой и с околоцветником сросшиеся, наружные шиловидные, внутренние значительно шире, выше середины тупо двузубые. Завязь сидячая, гладкая.
Коробочка яйцевидная или почти шаровидная, длиной 3—4 мм.

## Таксономия
Вид Лук сердцевиднотычинковый входит в род Лук (Allium) семейства Луковые (Alliaceae) порядка Спаржецветные (Asparagales).
|  |                                      |  |                                                             |                                                             |                   |  | ещё 24 семейства (согласно Системе APG II) | ещё 24 семейства (согласно Системе APG II) |                               |  |  |  | ещё более 870 видов |
|  |                                      |  |                                                             |                                                             |                   |  | ещё 24 семейства (согласно Системе APG II) | ещё 24 семейства (согласно Системе APG II) |                               |  |  |  | ещё более 870 видов |
|  |                                      |  |                                                             | порядок Спаржецветные                                       |                   |  |                                            |                                            | род Лук                       |  |  |  |                     |
|  |                                      |  |                                                             | порядок Спаржецветные                                       |                   |  |                                            |                                            | род Лук                       |  |  |  |                     |
|  | отдел Цветковые, или Покрытосеменные |  |                                                             |                                                             | семейство Луковые |  |                                            |                                            | вид Лук сердцевиднотычинковый |  |  |  |                     |
|  | отдел Цветковые, или Покрытосеменные |  |                                                             |                                                             | семейство Луковые |  |                                            |                                            |                               |  |  |  |                     |
|  |                                      |  | ещё 44 порядка цветковых растений (согласно Системе APG II) | ещё 44 порядка цветковых растений (согласно Системе APG II) |                   |  |                                            | ещё около 300 родов                        | ещё около 300 родов           |  |  |  |                     |
|  |                                      |  |                                                             | ещё 44 порядка цветковых растений (согласно Системе APG II) |                   |  |                                            |                                            | ещё около 300 родов           |  |  |  |                     |